# Ernst Linderoth
Ernst Linderoth (* 1. Februar 1916 in Bonn; † 3. Februar 2016) war ein deutscher Dokumentarfotograf.

## Lebenslauf
Linderoth absolvierte vom 2. April 1930 bis zum 30. September 1933 eine Lehre zum Orgelbauer bei der Firma Klais in Bonn. Vom 1. April bis zum 26. Oktober 1937 leistete er Reichsarbeitsdienst in Salmünster und anschließend Wehrdienst als Sanitäter.
Nach Ende des Zweiten Weltkriegs arbeitete Linderoth vom 1. Februar 1947 bis zum 31. Dezember 1952 als Schreiner im Aloisiuskolleg in Bad Godesberg. In Bonn bestand er am 2. April 1955 die Meisterprüfung zum Spieltischbauer und drei Wochen später, am 23. April, die zum Möbeltischler. Ab dem 1. Januar 1953 war er als Schreinermeister in der Rheinischen Landesklinik für Hirnverletzte in Bonn beschäftigt. Am 1. Februar 1979 wechselte er in den Ruhestand.
Linderoth machte es sich zur Aufgabe, die Veränderungen seiner Heimatstadt Bonn so präzise wie möglich im Bild festzuhalten. So entstanden im Laufe von 30 Jahren über 23.450 Bilder von Gebäuden und Straßenzügen in Bonn. Durch Lichtbildvorträge kombiniert mit historischen Erzählungen brachte er Bonn seinen Mitbürgern näher. Linderoth verkaufte 1986 den ersten Teil dieses einmaligen Dokuments Bonner Geschichte an das Bonner Stadtarchiv, um es der Nachwelt zu erhalten.
Zu seinem 91. Geburtstag machte er der Stadt Bonn ein besonderes Geschenk: Rund 18.000 Fotos, fein säuberlich nach Themen in Ordnern sortiert, übergab er dem Stadtarchiv.
Linderoths Grab befindet sich auf dem Bonner Nordfriedhof.

## Auszeichnungen
- 15. Oktober 1954 Ehrennadel des Zweckverbandes für Leibesübungen
- 7. Januar 1961 Ehrennadel in Silber des Bundes Deutscher Radfahrer
- 1. Februar 1966 Ehrennadel in Silber des Radsportverbandes Nordrhein-Westfalen
- 21. Juni 1976 Verleihung der Verdienstmedaille des Verdienstordens der Bundesrepublik Deutschland
- 16. Oktober 1980 Verleihung des Rheinlandtalers
- 10. Januar 1992 Verleihung des Verdienstkreuzes am Bande der Bundesrepublik Deutschland